# Monestir de Curtea de Argeș
El monestir de Curtea de Argeș és un monestir ortodox romanès, construït entre 1515-1517 per Neagoe Basarab a la ciutat de Curtea de Argeș. El conjunt inclou la catedral episcopal, un dels monuments arquitectònics més famosos de Valàquia. La catedral està inclosa a la Llista de monuments històrics de Romania, având codul de clasificare. Durant el regnat de Carol I, la catedral es va transformar en una necròpolis per a la família reial romanesa. A més de les tombes reials, al monestir Curtea de Argeș també hi ha les relíquies de santa Filofteia.
Si el 1857 es va conservar el conjunt monàstic en la seva totalitat, dos incendis el 1866 i el 1867 van destruir els edificis del seminari, concretament les cases, la capella i la torre d'entrada. A iniciativa de Carles I, l'església va ser restaurada el 1875 per l'arquitecte francès Lecomte du Noüy, cosa que va provocar la substitució del fresc original per una nova pintura i altres canvis radicals a l'estructura interior. El 1886 es va completar la restauració de l'església i es va iniciar la construcció del palau reial a la banda est del complex, que posteriorment es transformaria en palau episcopal.
A partir del 2009 es va iniciar la construcció d'una nova catedral on s'ubicaran les tombes dels membres de la família reial de Romania que moriran a partir d'aleshores, així com les relíquies de Santa Filofteia. El nou arquebisbat i catedral reial de Curtea de Argeș es va consagrar el 7 de desembre de 2018. Anteriorment, la reina Anna va ser enterrada aquí el 13 d'agost de 2016 i el rei Miquel va ser enterrat el 16 de desembre de 2017.

## Històric

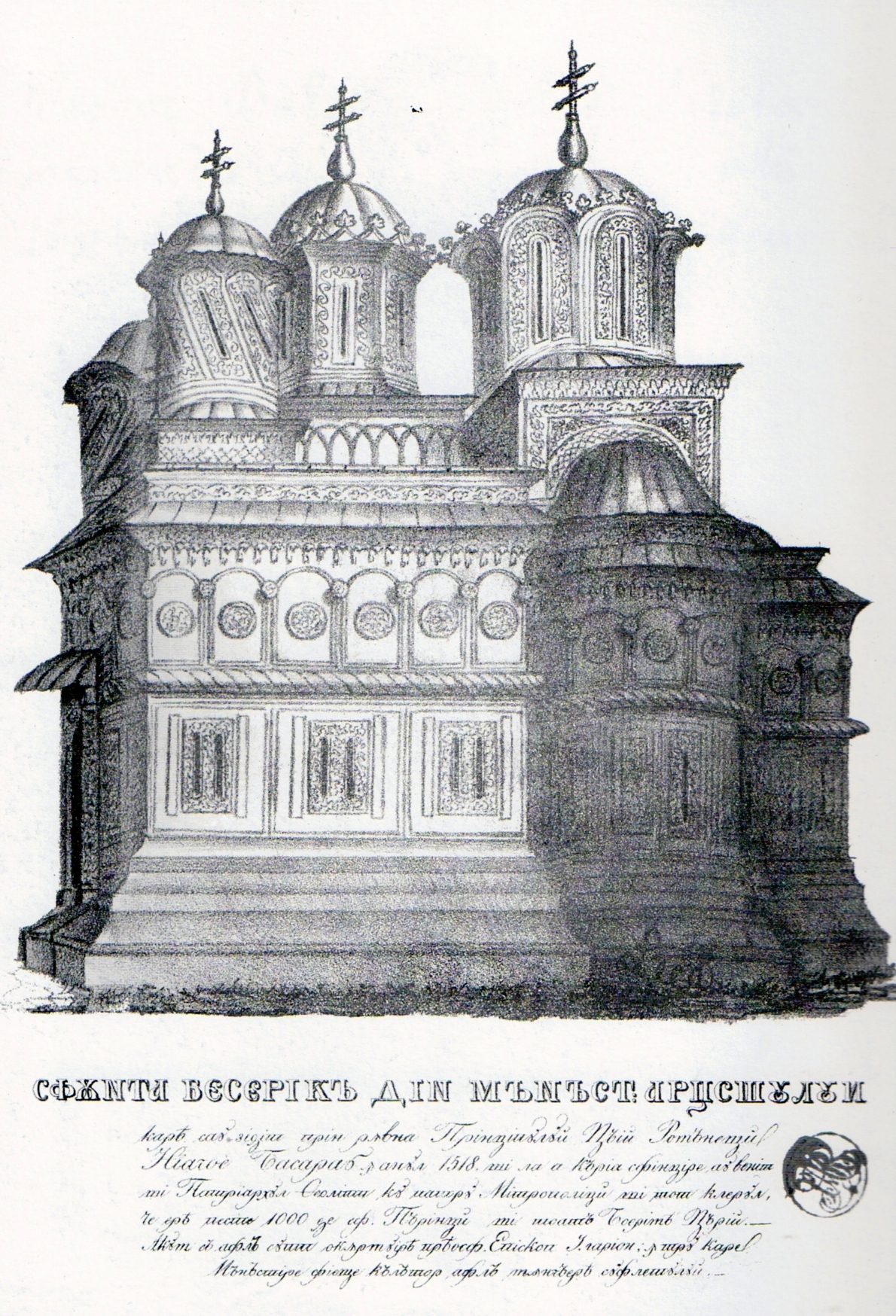
Monestir Curtea de Argeș - de Constantin Lecca

El monestir va ser construït per Neagoe Basarab (1512 - 1517) al lloc de l'antiga metròpoli (1359). La pintura interior, realitzada pel pintor Dobromir, es va acabar el 1526, durant el regnat de Radu de la Afumați. Es conserva en fragments al Museu Nacional d'Art de Bucarest. Reparada diverses vegades, l'església va ser restaurada (1875 - 1886) per l'arquitecte francès André Lecomte du Noüy, deixeble d'Eugène Viollet-le-Duc, que també va portar alguns canvis que van disminuir el valor històric del monument. Construïda amb pedra facetada i perfilada, l'església té un pla triconc, inspirat en el pla de l'església Vodița II, reprès posteriorment en altres construccions (la metròpoli de Bucarest, l'església de l'antic monestir de Cotroceni, monestir de Tismana, etc.).
Entre els assentaments més antics dels quals parla la nostra història hi ha el Curtea de Argeș amb el seu entorn. Al segle xiii, la fortalesa de Poenarilor, amb les seves fortificacions de pedra i el pou que la connectava directament amb la llera del riu inferior, havia fet arribar la fama d'aquests indrets; cap a mitjan segle següent, la cort dels basarabencs i l'església "Sant Nicolau el Príncep" augmenten encara més el prestigi d'aquests llocs.
miniatura|250x250px| L'estàtua de Neagoe Basarab de Curtea de Argeș
Tot i que no es coneix la data exacta en què van aparèixer els primers assentaments aquí, se sap que a mitjan segle xiv es va constatar l'existència tant d'una seu reial com d'una organització eclesiàstica important. Així, associats, l'Estat i el poder religiós adornen la vall d'Argeș amb actes d'armes i llocs de culte, que mantenen intacta la seva funció espiritual, fins i tot quan la capital es trasllada a Târgoviște.
Entre els monuments que s'han fet al llarg dels segles, des que van decorar el voivodat Argeș, és clar que l'església erigida per Neagoe Basarab (1512-1521) és la construcció més valuosa d'art i arquitectura de l'església.
Començades el 1514, des del desig de Neagoe Basarab de crear un bell monument sense precedents, les obres es van acabar tres anys més tard, de manera que el 7 de gener de 1517 el fundador fins i tot va poder parlar del "monestir del meu senyoriu d'Argeș", i donar-los “els costums que hi ha a Ocna Mică des de Târgoviște". No només ho diu la llegenda, sinó també algunes notícies històriques, sembla que per manca de diners, malgrat el sacrifici dels ornaments de la seva Dama, però sobretot per falta de dies, la pintura de l'església no es va poder acabar abans de Neagoe El pas de Basarab a l'eternitat.

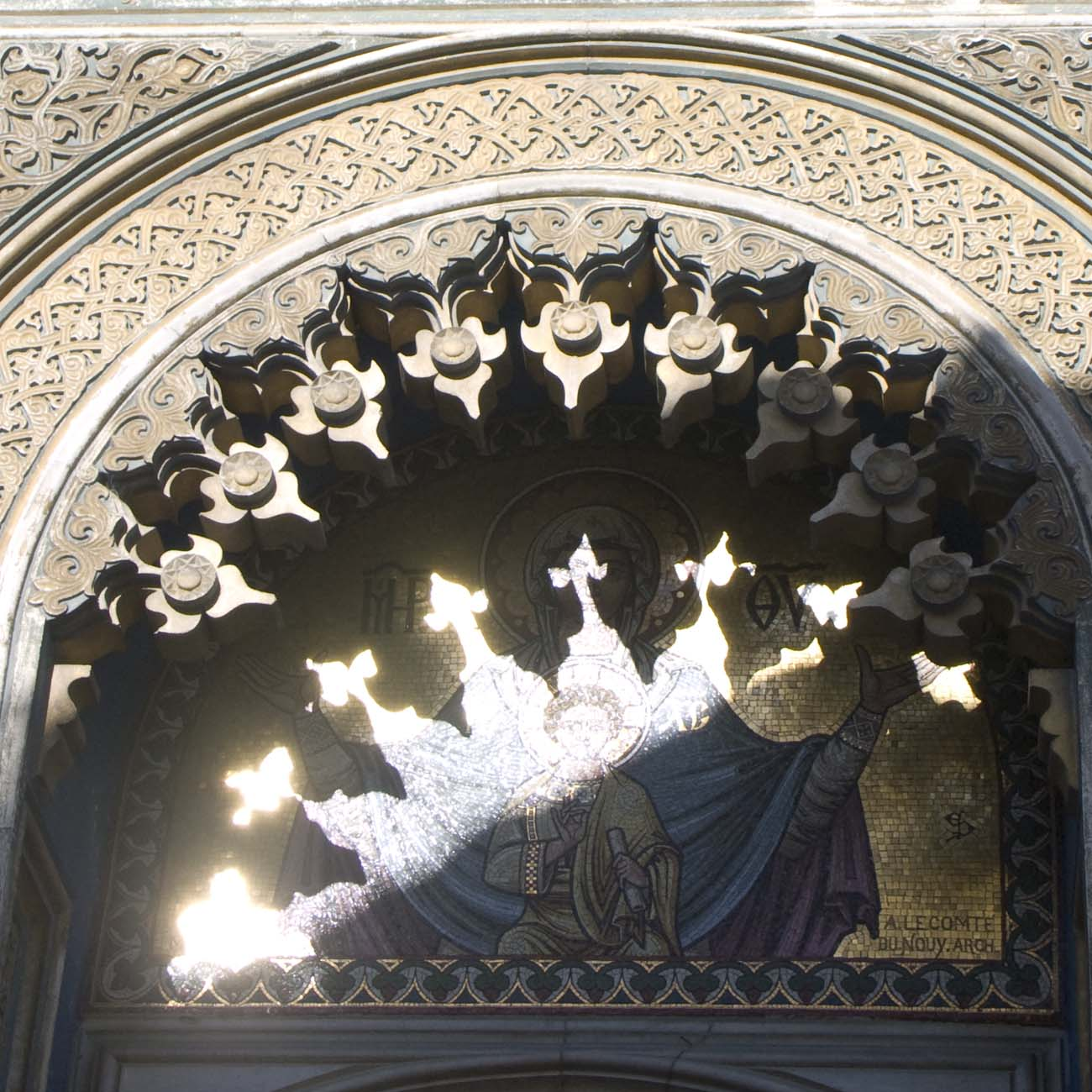
Monestir de Curtea de Argeș, fornícula sobre l'entrada amb mosaic signat per l'arc. Lecomte du Noüy el 1885

Per tant, el gendre del voivoda, Radu de la Afumați (1522-1529), un cop a la cadira, va consagrar la continuació de la decoració de l'assentament, mitjançant la inscripció del 10 de setembre de 1526, que també esmenta el nom de Dobromir el pintor.
Al cap i a la fi, Neagoe Basarab va construir la seva església sobre els fonaments d'un lloc antic, que no havia estat cap altre que la seu de la primera metròpoli de Valàquia. Sobre això, Neagoe, trobant-lo "enderrocat i sense enfortir.. el va construir i el va elevar fins als seus fonaments", fet que reforça un cronista de les gestes del gran voivoda, Gavriil Protul. D'aquesta forma, l'església del monestir de Curtea de Argeș coneguda des de 1793 com a “Església Episcopal”, quan es va convertir en la residència de la diòcesi d'Argeș, resta, per a l'arquitectura del segle xvi, si no el monument més important, un dels la més representativa de les seves construccions.
Com a tal, els documents esmenten ella i tots els viatgers estrangers, que es van refugiar a les seves cel·les, la recorden. Alguns d'ells, com Pau d'Alep, el 1654, van considerar l'antic assentament de Neagoe com "una de les meravelles del món". El 1794, l'anglès Robert Ainslie i, més tard, els pintors Bouquet i Lancelot, les notes de viatge i les estampes de la qual van fer que la fama del monestir de Neagoe Basarab s'estengués més enllà del país, assenyalen les mateixes paraules d'alta estima.
Després d'algunes restauracions parcials i finalitzacions del seu conjunt, danyades per un fort incendi, l'església episcopal Curtea d'Argeș va ser reconstruïda –com es pot veure avui– per l'arquitecte francès André Lecomte du Noüy i l'arquitecte romanès Nicolae Gabrielescu, l'inspector obres de restauració a la segona meitat del segle xix. Es va acabar el 1885 i es va consagrar el 12 d'octubre de 1886.

## Descripció

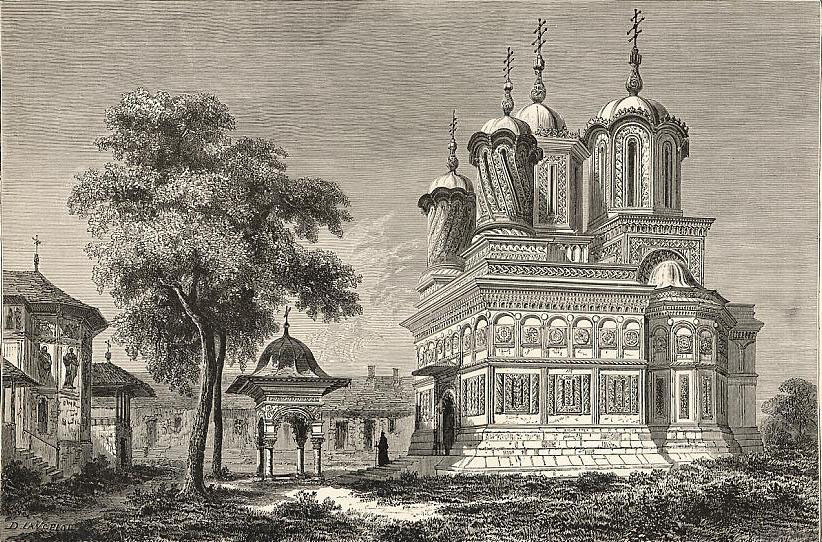
L'aparició inicial del monestir, abans de la restauració del 1875 – 1886

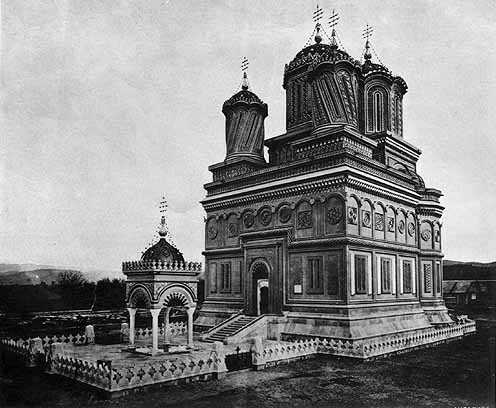
Imatge vintage, després de la restauració

En la seva forma actual, l'església consta d'un nàrtex ampliat, fusionat orgànicament amb la construcció real, els 12 pilars interiors de la qual sostenen una torre al mig i dues torretes laterals que coronen les cantonades occidentals del nàrtex. El nàrtex es ressalta d'aquesta manera perquè també servia de necròpolis. Aquestes petites torres donen la impressió pel seu adorn exterior, caracteritzat pel gir de les parts de maçoneria, que cauen les unes sobre les altres i que estan cargolades a les fortaleses del cel. La resta de l'església i l'altar –amb absis que compleixen la forma de creu– també suporten una torre alta, la connexió de la qual amb la resta del conjunt es realitza mitjançant voltes, donant lloc a un conjunt arquitectònic d'esveltesa sense igual.
Davant de l'entrada hi ha un agheasmatar obert, la cúpula del qual amb arcs encaixats està sostinguda per quatre columnes, treballades en marbre de diversos tons i adornades amb dibuixos (1516 - 1517). Com tota l'església, és una admirable obra d'art. Vist des de l'oest, l'ageasmatar amb la coberta de plom i la creu daurada es projecta sobre els 12 esglaons que pugen a l'entrada del lloc sagrat i al marc que el cobreix, com un portal aplicat. Durant la restauració, els motius utilitzats i el mètode de talla tenien com a objectiu reproduir, el més a prop possible de l'original, l'antiga decoració de la construcció de Neagoe Basarab, una decoració en la qual els elements externs havien estat harmonitzats per l'art dels artesans locals. estil propi. I pel que fa a aquest art, fins i tot si treballaven amb artesans estrangers, és clar per a l'espectador actual que els locals han aconseguit no només fer coincidir, sinó sovint imposar la seva pròpia personalitat, aconseguint les harmonies decoratives més originals.

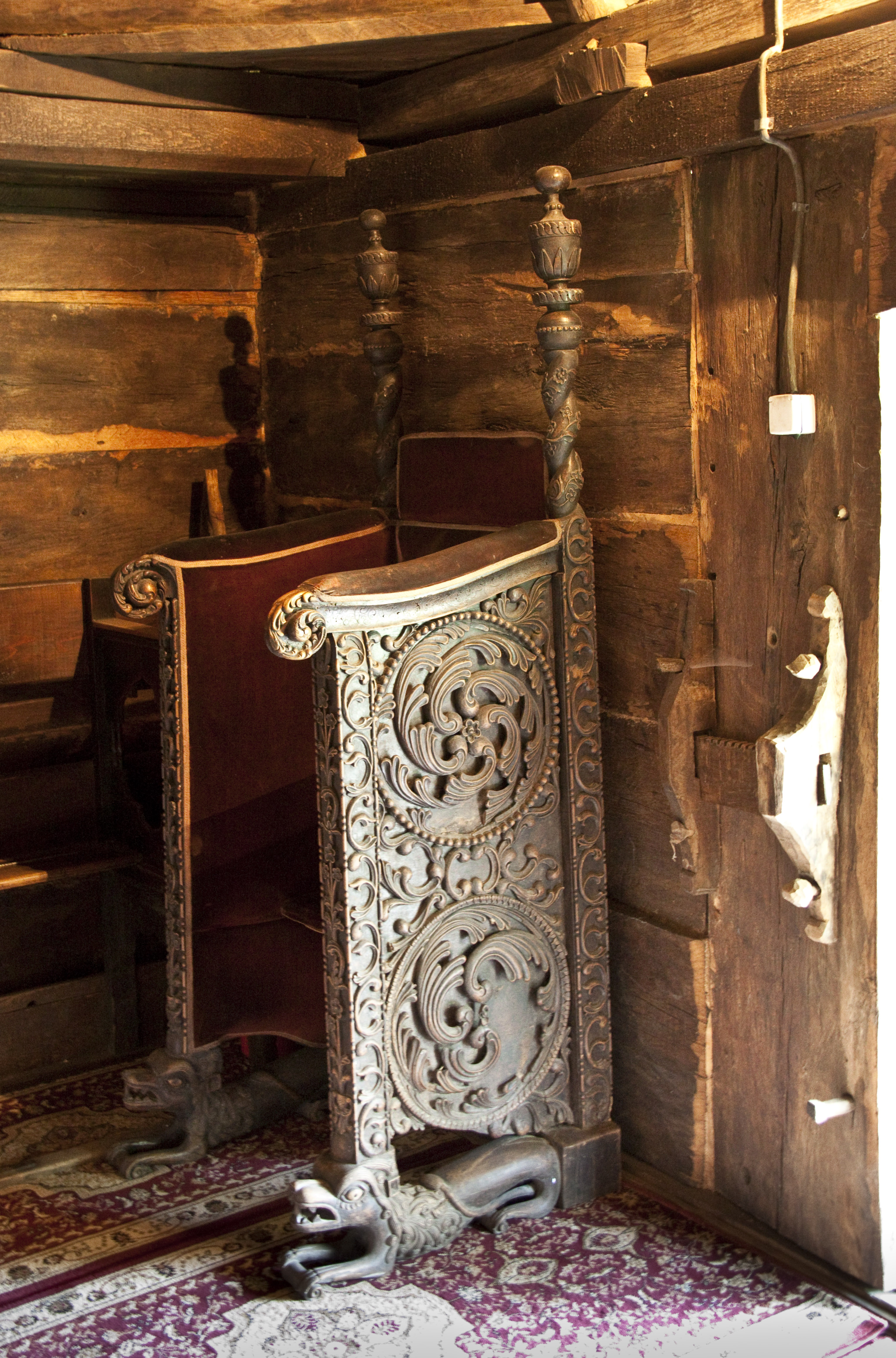
L'antiga seu jeràrquica del monestir

En general, l'església s'assenta sobre un sòlid fonament: un vast paviment horitzontal de blocs de pedra, més ample que la superfície base de l'església, les seves vores acaben amb una mena de tanca feta de florins (en aquest cas lliris) tallats en pedra. Les parets exteriors es divideixen en dues zones superposades delimitades per un cinturó, teixides en fils. Les façanes estan decorades en relleu pla amb motius caucàsics i islàmics. A la part inferior hi ha un conjunt de plafons rectangulars en què es fixen les finestres. Aquests s'emmarquen en marcs amb els més variats ornaments que, com els del portal d'entrada, recorden la intersecció geomètrica del monestir de Dealu.

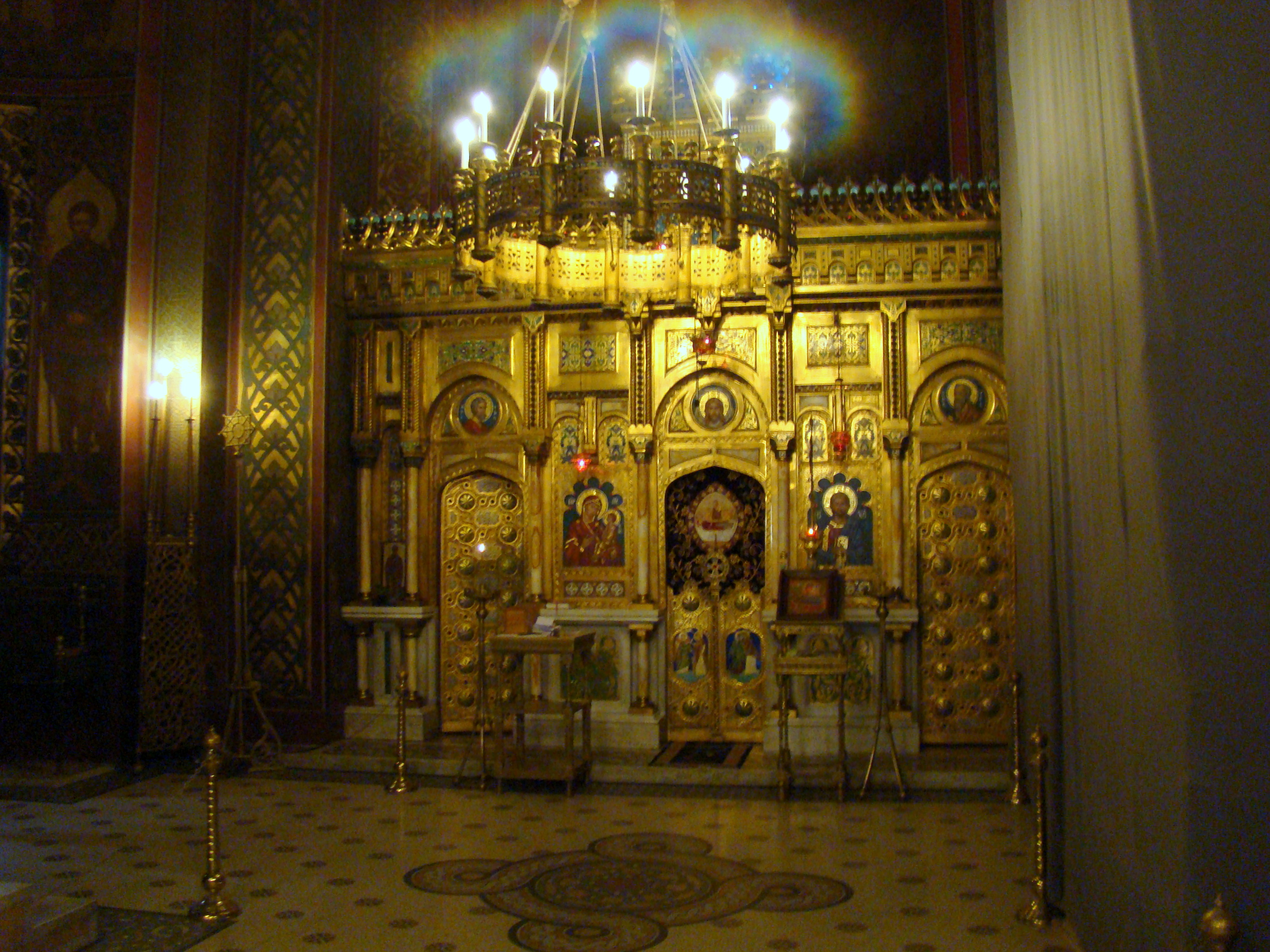
La iconostasi de l'església episcopal de Curtea de Argeș

Al registre superior també hi ha un conjunt de plafons semicirculars a la part superior, al centre dels quals hi ha plaques decoratives fixes i discs de roseta, i, a manera de paftals principescos, a la intersecció dels arcs, hi ha altres discos més petits, tots dos finament fets. Sobre ells es col·loquen coloms, que semblen estar a punt per volar. Cadascun porta una campana al bec. Quan bufava el vent, aquestes campanes sonaven suaument, com a suaus veus misterioses.
Per sobre, superant les curtes vores del terrat col·locades sobre diverses fileres paral·leles de cisell, la construcció de l'església creix en un conjunt de volums i superfícies, sobre les quals s'aixequen les quatre torres; d'una rara riquesa ornamental, es reuneixen al voltant de les finestres, com encaixos en relleu, els mateixos patrons a través dels quals (com, per cert, a la resta de la decoració d'aquest monument), penetren diversos elements de l'art àrab, harmonitzats específicament pels artesans autòctons i georgià. El sostre de les torres, ricament decorat, sembla haver sortit de mans d'orfebres, i les cadenes que sostenen les creus són com grans joies que brillen al sol.
A l'interior, a més de la pintura a l'oli dels pintors francesos F. Nicolle, Ch. Renouard i el romanès N. Constantinescu de Curtea de Argeș, al costat dels plafons votius, les tombes dels fundadors i un temple de marbre, bronze daurat i ònix, les seves icones de mosaic criden l'atenció, com a èxit escultòric excepcional, sobre el grup de 12 columnes, originàriament ornamentades florals, que representen els 12 sants apòstols; aquestes columnes realment donen una impressió vívida. Des del seu marc central, que ocupa el lloc de separació entre l'entrada i el santuari de l'església, el seu interior, discretament vestit amb la pintura dels pintors aquí esmentats, es defensa amb una majestuositat tranquil·la, com un profund afany de silenci. Al nàrtex hi ha diverses tombes cobertes amb lloses de pedra, les més valuoses des del punt de vista artístic són les de Radu de la Afumați (1529), que representa el valent governant a cavall i amb un ceptre a la mà.
L'antic temple del segle xv-xvii, d'una autèntica originalitat ornamental i iconogràfica - allotjada temporalment a l'església del poble de Valea Danului - es troba ara a la Col·lecció d'objectes d'art d'església del monestir de Curtea de Argeș. Aquest iconòstasi, juntament amb algunes icones, fou datat estilísticament durant l'època del senyor Serban Cantacuzino (1678 - 1688), que el 1682, com diu una de les inscripcions de la paret occidental de l'església, va reparar el lloc sagrat.

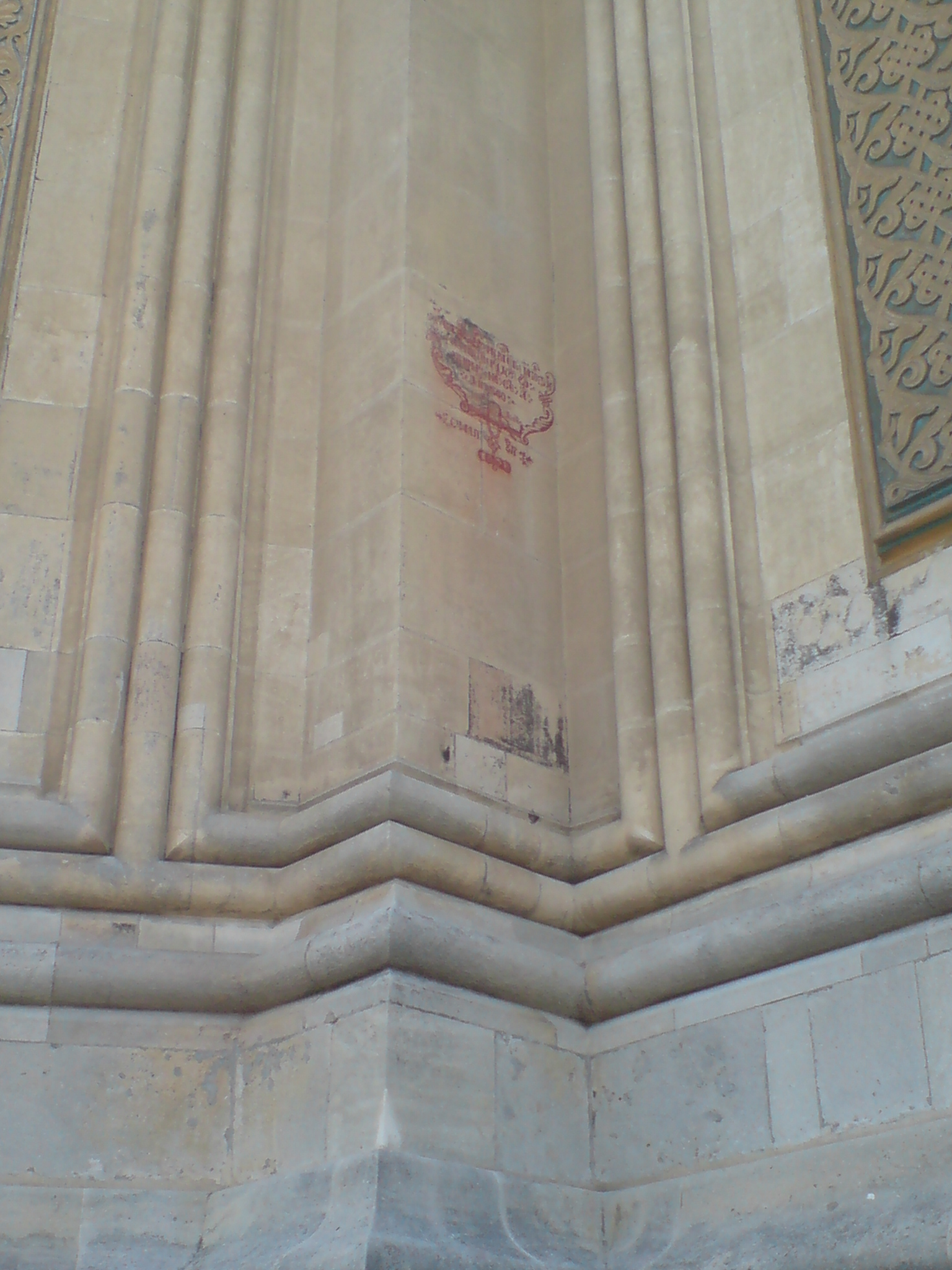
La suposada tomba d'Ana, l'esposa del mestre Manole (mur sud del monestir)

A més, a les immediacions properes al monestir, hi ha una font, que els habitants de la zona anomenen " la font de Manole ". Aquest nom recull amb el pas del temps la història del llegendari artesà, que, incapaç de baixar de l'església després de la seva finalització — prenent les seves escales — hauria fet ales de teula i, de manera similar al mite d'Ícar, va saltar del terrat del santuari, sobre la base de la qual es diu que va construir la seva pròpia dona. Al lloc on s'hauria ensorrat, la seva ànima s'hauria transformat en una font.
Des de la " font de Manole " es pot veure, a l'oest, l'antic hospital del monestir, un monument històric, sobre el qual un document existent escriu que "estava al costat de l'església de Neagoe Basarab des de 1524".
El monestir de Curtea de Argeș també és una necròpolis reial, a partir del 1914, on hi ha enterrats els reis i les reines de Romania: Carol I i Elisabeta, Ferran i Maria, Carol II i la reina Elena, així com Mihai I i Ana.

## Llegendes

### Mestre Manole i Ana
Prop del monestir de Curtea de Argeș hi ha la font de l'artesà Manole, el llegendari constructor de la fundació de Neagoe Basarab, l'heroi de diverses balades populars.
La balada Monastirea Argeșului diu que el mestre Manole va construir la seva dona (Ana) a les parets d'aquest magnífic monestir, perquè inexplicablement tot el que es va construir durant el dia es va esfondrar a la nit. La llegenda també dona una explicació a la font de l'artesà Manole: quan el governant va veure aquesta gran construcció va preguntar als deu artesans si podien construir un monestir encara més bell que aquest. Respondent afirmativament, el governant, per tal d'evitar la possible construcció d'un monestir més bell, va ordenar que s'enderrocessin les bastides sobre les quals estaven muntats els artesans i, per tant, els "deu grans artesans, viatgers i paletes" romanguessin enganxats al terrat. Van fer les ales de les teules i es van llançar des del terrat del monestir amb l'esperança de baixar il·lesos, però van morir tots. Al lloc on es va ensorrar el mestre Manole, va aparèixer una font: la font del mestre Manole.

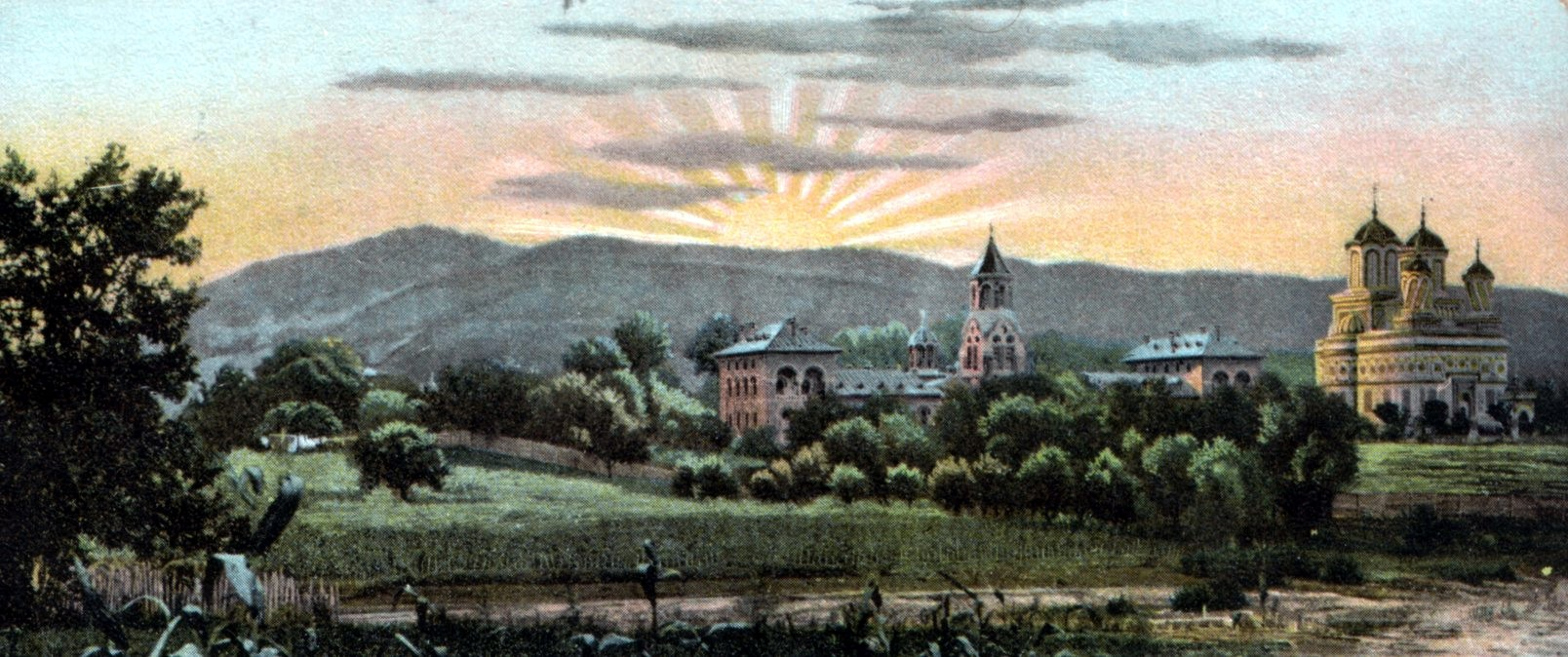
Monestir de Curtea de Argeș en una representació de 1907